# الدوري الشمالي الممتاز 2006–07
الدوري الشمالي الممتاز 2006–07 هو موسم من دوري الشمال الممتاز ‏. فاز فيه نادي بارسكو.